# Parc naturel des Serras de Aire et Candeeiros
Le parc naturel des Serras de Aire et Candeeiros est une aire protégée du centre-ouest du Portugal. Il a été créé le 4 mai 1979 par le décret-loi 118/79 et a pour but la protection des aspects naturels et la défense du patrimoine architectural existant dans les serras (montagnes) de Aire et de Candeeiros. Sa superficie est de 38 900 hectares marquant la frontière entre les provinces de Beira Litoral, Ribatejo et Estremadura. Il s'étend sur les communes de Alcobaça et Porto de Mós dans le district de Leiria et sur celles de Alcanena, Rio Maior, Santarém, Torres Novas et Ourém dans le district de Santarém.

## Géographie
Le parc est situé dans le massif calcaire d'Estremadure. Il comprend les deux serras qui lui donnent leur nom et le plateau de Santo António et le plateau de São Mamede. On peut distinguer trois unités morphologiques d'altitude :
1. Plateau de Santo António situé au sud et au centre du parc.
2. Serra dos Candeeiros, situé à l'ouest.
3. Plateau de São Mamede (au nord) et serra de Aire à l'est.
Provenant de mouvements tectoniques, ces unités sont délimitées par des formations géologiques résultant de la formation de failles : depression de Alvados, polje de Mira-Minde et depression de Mendiga.

## Climat
La zone du parc a un climat de transition entre les influences méditerranéenne et atlantique. La moyenne de l'ensoleillement est de 2350 heures par an. La valeur moyenne de l'ensoleillement en été peut atteindre trois fois celle d'hiver.
Les précipitations annuelles se situent dans une fourchette de 900 à 1300 mm par an. Il peut aussi geler de la fin de l'automne à la fin de l'hiver.

## Géologie

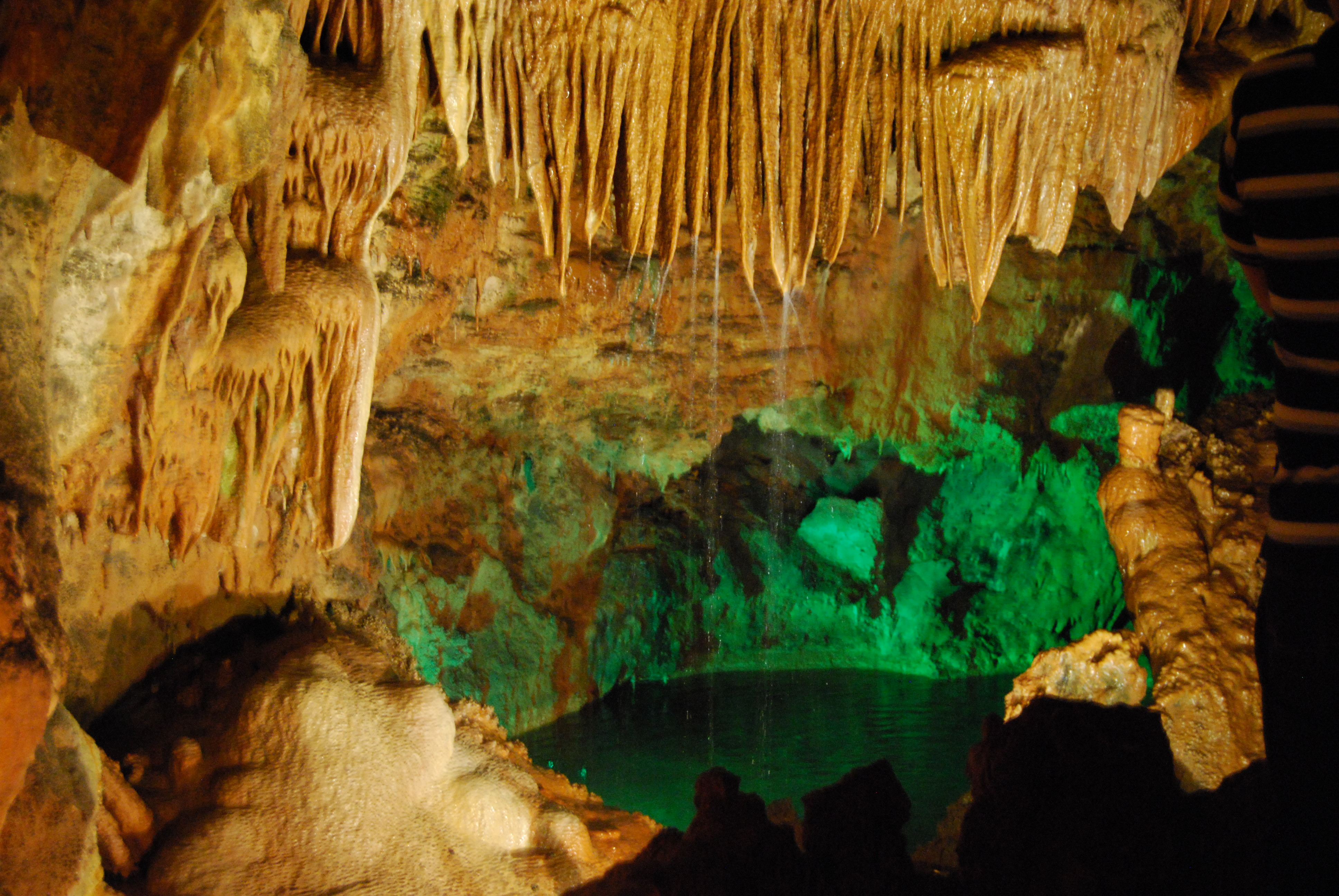
Mira D'Aire, Serra de Aire, Portugal

La roche est un élément omniprésent dans le parc naturel qui occupe plus des deux tiers du massif calcaire d'Estremadure, qui est le plus important du Portugal.
Les éléments naturels ont modelé la roche, à l'origine de plus de 1500 grottes. En surface, les autres éléments géologiques notables sont les gouffres, les lapiaz, les dolines, les poljés. Le massif, comme pour toute formation montagneuse a pour origine les mouvements de la croûte terrestre qui a émergé et s'est plissée au fil de millions d'années.
- Poljés :
  - Poljé de Mira / Minde
  - Poljé de Alvados
  - Poljé de Mendiga
- Dolines :
  - Dolines de Arrimal

Une grande part des structures géologiques existantes est d'origine jurassique moyen. D'autres, de genèse plus récente, sont constituées de matériaux détritiques et sédimentaires. On note aussi la présence de terra rossa, surtout dans les zones de dépression.
On y trouve les rares salines d'origine terrestre du Portugal telles les salines de Fonte da bica situées à Rio Maior.

### Ressources hydrauliques
L'eau, peu visible en surface, abonde dans le sous-sol, faisant de cette zone un des plus grands, voire le plus grand réservoir d'eau douce du pays. Ce réservoir s'étend de Rio Maior à Porto de Mós sur près de 65000ha. Il est alimenté principalement par la pluie qui s'infiltre dans le sous-sol, forme des rivières souterraines, restituant ensuite l'excédent à la surface, formant des sources karstiques telle celle de olhos de agua à Alviela, la plus importante de toutes, dont l'eau est captée depuis 1880 pour fournir Lisbonne en eau.

### Centres d'interprétation

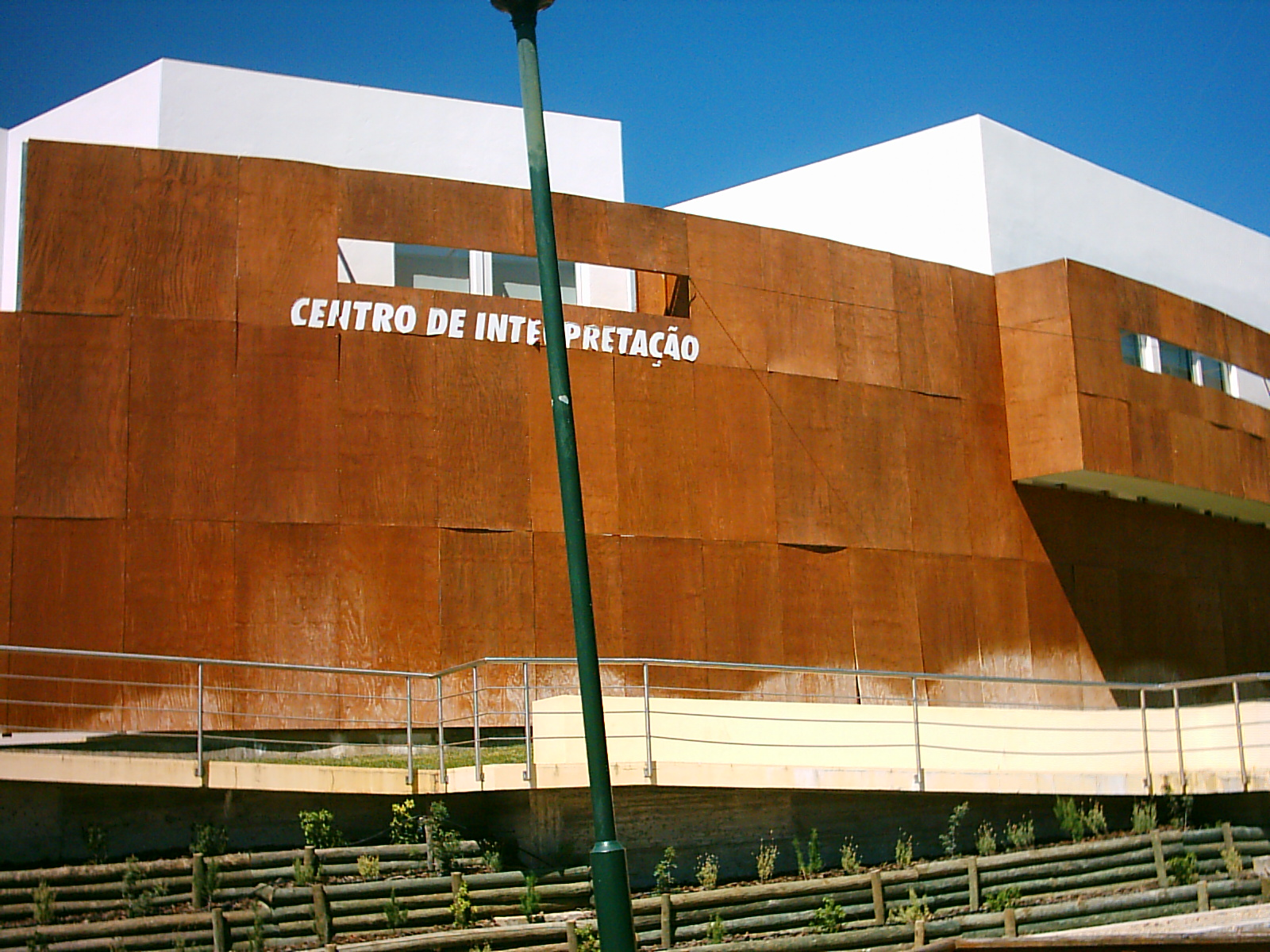
Centro de Interpretação da Nascente do Alviela

Ces centres d'interprétation ont été créés à des fins scientifiques et de loisirs.
- Centre d'Interprétation Souterrain de la Grotte de l'Almonda. Il se situe à Cabeço das Pias (Torres Novas).
- Centre d'Interpretation Souterrain de la Grotte Algar do Pena: Algar do Pena a été découvert par hasard lors d'activités d'extraction de pierres; il détient le record de la plus grande salle souterraine du pays.
- Centre d'Interprétation des sources d'Alviela.

## Biodiversité

### Faune

#### Mammifères
La présence de nombreuses grottes et autres cavités a favorisé l'existence de certaines espèces de chauve-souris. On peut citer : 
- Miniopterus schreibersi
- Myotis emarginatus (unique lieu de reproduction dans le pays).
- Rhinolophus euryale

Les chauve-souris permettent la subsistance d'une faune spécifique dans les cavités rocheuses dans lesquelles elles se réfugient. Elles fournissent l'alimentation (sous forme de matière organique, fécale ou autre) à cette faune cavernicole (crustacés, arachnides et plusieurs types de vers).
Parmi les mammifères, on peut aussi souligner la présence de la genette (Genetta genetta).

#### Oiseaux
La grande diversité des habitats dans le parc a favorisé une grande variété d'oiseaux.
- Le Crave à bec rouge (Pyrrhocorax pyrrhocorax) qui niche dans les innombrables cavités présentes dans le parc. Cette espèce est dépendante de systèmes agro-pastoraux, chaque fois plus rares en raison de l'abandon progressif des pratiques agricoles.
- Le Hibou grand-duc (Bubo bubo).

#### Reptiles
Parmi les différentes espèces, on note :
- Un lézard - Chalcides chalcides
- Un serpent - Vipera latastei

En milieu aquatique, on trouve deux serpents d'eau :
- La couleuvre à collier - Natrix natrix.
- La Couleuvre vipérine - Natrix maura

#### Amphibiens
Le parc abrite une quantité appréciable d'espèces d'amphibiens (13 ont été recensées), qui dépendent de l'existence de mares temporaires et d'étangs (ex. : lagoa de Alvados) pour leur reproduction. On peut citer notamment :
- La salamandre terrestre - Salamandra salamandra
- Le pleurodèle de Waltl - Pleurodeles waltl
- Le triton marbré - Triturus marmoratus
- Le pélobate cultripède - Pelobates cultripes

La grande diversité biologique est alimentée par l'existence d'une hétérogénéité d'habitats - aquatiques, rocheux et pelouses calcicoles.

### Flore

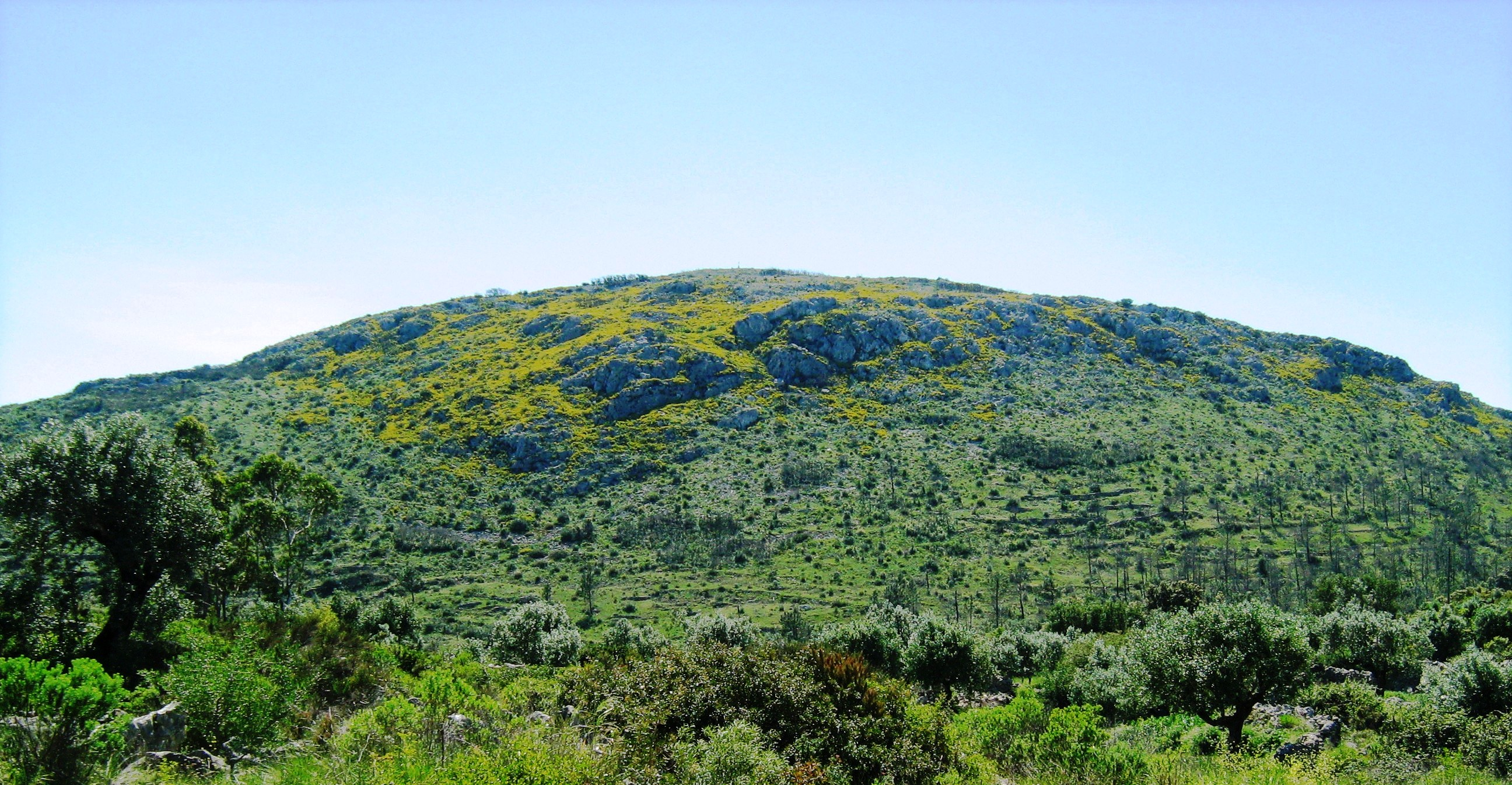

On a recensé plus de six-cents espèces végétales dans le parc - ce qui représente un cinquième du total des espaces présentes au Portugal - et beaucoup d'entre elles ne se retrouvent nulle part ailleurs : elles sont endémiques. On y trouve 25 espèces d'orchidées, le narcisse, le romarin - ici appelé Alecrim, la pimenteira, le chêne ou le chêne vert parmi tant d'autres.
La majeure partie du parc est occupée de broussailles, considérées par le réseau Natura 2000 comme un type d'habitat prioritaire. Au fil du temps, la couverture forestière originelle a été remplacée par d'autres types de végétation. Il existe encore aujourd'hui des vestiges du couvert végétal primitif, surtout sous forme de chênaies composées de chênes du Portugal (quercus faginae).
La zone du parc est sujette, avec plus ou moins d'intensité, à des feux de forêt. Beaucoup des espèces botaniques existantes sont dotées de caractéristiques qui leur permettent de survivre à un incendie. Certaines comme les orchidées voient leur floraison stimulée après un tel évènement.

## Patrimoine

### Empreintes de dinosaures

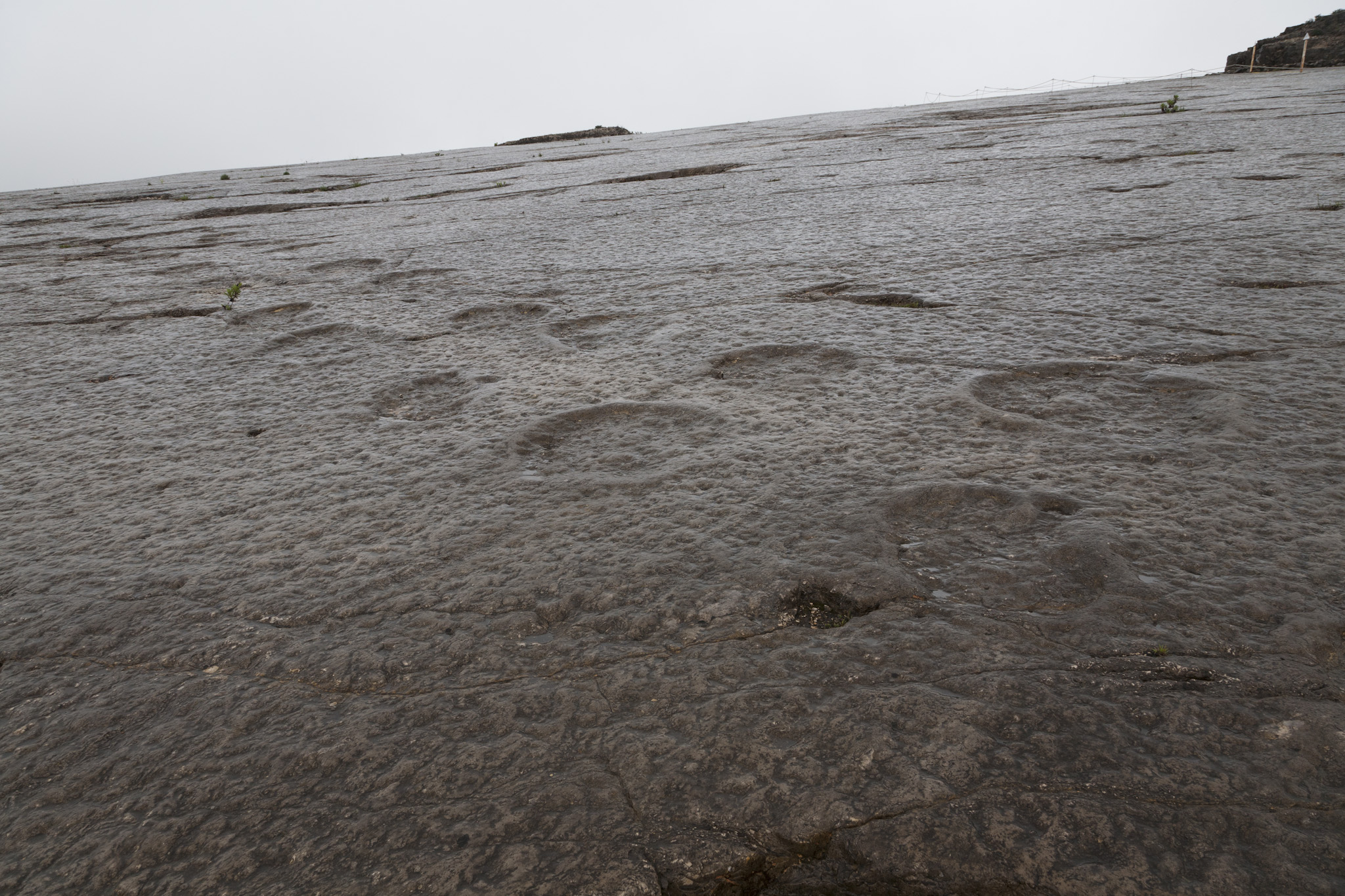

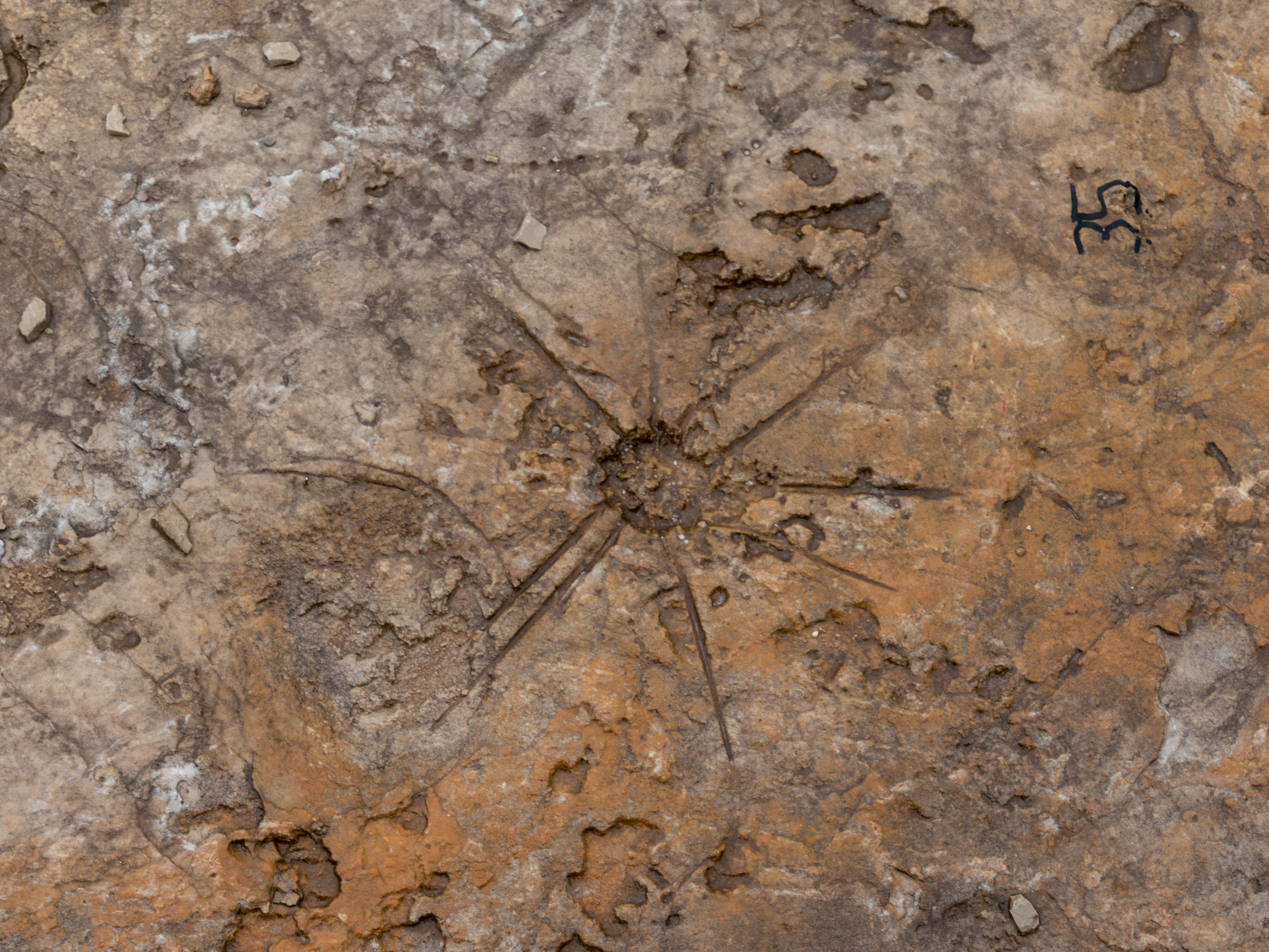
Equinodermes

Le monument naturel des empreintes de dinosaures de la serra de Aire a été créé en 1996. Il se situe dans le conselho de Ourém et s'étend sur près de 20 hectares. 
Avant la découverte des traces, le 4 juillet 1994, il y avait ici une carrière. Les études consécutives à la découverte ont amené à la classification du site comme monument naturel. 
On y trouve 20 pistes de sauropodes datées de 175 millions d'années.

### Citernes
En raison de la nature calcaire du sol, les puits n'étaient pas une solution viable; cette difficulté a obligé les populations locales à trouver d'autres moyens pour retenir les eaux de pluie. Les citernes étaient bâties dans des plis de roche ou de petites grottes en raison de leur imperméabilité. L'eau des toits était conduites vers des citernes à l'aide de gouttières.